# Talk (Unix)
A talk egy olyan program, amelyet a felhasználók egymás közötti beszélgetésre használnak. A talk egy olyan vizuális kommunikációs program, amely terminálunkról sorokat másol egy másik felhasználóéra.

## Története
A először a BSD-UNIX 4.2 -ban jelent meg.

## Használata
talk  személy  [ ttynév ]
Használható argumentumok:
- személy

Ha a saját gépünkön levő személlyel szeretnénk beszélgetni, akkor a  személy  paraméter egyszerűen az illető személy login neve legyen. Ha egy másik host-on levő felhasználóval szeretnénk beszélgetni, akkor a  személynek 'felhasználó@host' alakúnak kell lennie. .iT ttynév. Ha egy olyan személlyel szeretnénk beszélgetni, aki egyszerre egynél többször jelentkezett be egy gépre, akkor a  ttynév  paramétert az elérendő terminál nevének kiválasztására használhatjuk, a ttynév alakja a következő: 'ttyXX .'
Ha mi hívunk először, a talk program a következő üzenetet küldi:
Message from TalkDaemon@ő_gépe... talk: connection requested by mi_nevünk@mi_gépünk. talk: respond with: talk mi_nevünk@mi_gépünk
annak a felhasználónak, akivel beszélgetni szeretnénk. Ekkor a címzettnek a következő parancs begépelésével kell válaszolnia:
talk mi_nevünk@mi_gépünk
Teljesen mindegy, hogy a címzett melyik gépről válaszol, amennyiben az Ő login-neve ugyanaz az adott gépen is. Amint a kommunikáció engedélyezve lett, a benne részt vevő két felhasználó egyszerre gépelheti üzenetét, amely üzenetek két egymástól elválasztott ablakban jelennek meg a képernyőn. A control-L '^L' billentyű-kombináció a képernyő újrarajzolását eredményezi, melynek során az erase, kill, word kill karakterek normálisan viselkednek. Kilépéshez egyszerűen be kell írni az interrupt-karakterünket, a talk ezután a kurzort a képernyő aljára mozgatja és visszaállítja a terminál eredeti helyzetét.
A talk engedélyezése letiltható illetve újra engedélyezhető a mesg parancs használatával. Alapállapotban a beszélgetés engedélyezett. Bizonyos parancsok, pontosabban az nroff  és a pr, letilt üzeneteket a rendetlen output elkerülése végett.

## Fájlok
A talkd a /etc/hosts segítségével keresi meg a címzett gépét, a helyi gépen pedig a /var/run/utmp segítségével keresi meg a címzett tty-ját